# Элергытгын
Элергытгын — озеро на юге Анадырского района Чукотского автономного округа России.
Название в переводе с чукотского языка — «озеро с островами».
Расположено в бассейне реки Хатырка на высоте 241 м нум.
На востоке имеет изрезанную береговую линию, несколько глубоко вдающихся в берег заливов.
По центру озера расположен крупный остров, полностью покрытый стлаником. С севера в остров врезается глубокий залив. Ещё один остров, малый, расположен на северо-востоке Элергытгына.
На западе в Элергытгын впадает ручей Граничный, на юге — ручей Кууль, а на юго-востоке — Свежий. На востоке из озера берёт начало река Элерхытхыпыльхын.
В озере находятся нерестилища нерки.